# María Isabel
 (срп. Марија Исабел) мексичка је теленовела, продукцијске куће Телевиса, снимана 1997.

## Синопсис
Марија Исабел је сиромашна, али племенита и поштена Индијанка, која живи на селу са оцем и маћехом, која је непрестано малтретира. У међувремену, Маријина другарица умире на порођају, а бригу о детету преузима Марија. Добија посао у вили богатог инжињера и удовца Рикарда Мендиоле. Иако је заљубљена у њега, Марија то крије, док је на крају сплет околности не наведе да му то призна.  Рикардо такође гаји симпатије према девојци, али се не усђује да призна породици. Њих двоје се, ипак, венчавају упркос томе што су сви против њиховог брака и желе да их раставе…

## Улоге
| Глумац                    | Улога                |
| ------------------------- | -------------------- |
| Адела Норијега            | Марија Исабел Санчес |
| Фернандо Кариљо           | Рикардо Мендиола     |
| Лорена Ерера              | Лукресија Фонтанер   |
| Патрисија Рејес Еспиндола | Мануела              |
| Лилиа Арагон              | Росаура Мендиола     |
| Хосе Карлос Руиз          | Педро Санчес         |
| Моника Мигел              | Чона де Санчес       |
| Хорхе Варгас              | дон Феликс Переира   |
| Алехандро Арагон          | Леобардо Ранхел      |
| Раул Араиса               | Андрес               |
| Родриго Видал             | Хилберто             |
| Роберто Баљестерос        | Армандо Ногера       |
| Хуан Фелипе Пресиадо      | Ромуло Алтамирано    |
| Хорхе Салинас             | Рубен                |
| Сусана Гонзалес           | Елиса де Мендиола    |
| Валентино Ланус           | Антонио Алтамирано   |
| Чарли                     | Николас              |
| Сабине Моусијер           | Миреја Серано        |
| Јадира Кариљо             | Хосефина             |
| Ернесто Лагвардија        | Луис Торес           |
| Тања Васкез               | Соња                 |
| Сара Монар                | Маргарита            |
| Артуро Паулет             | Карлос               |
| Анхелина Пелаес           | Микаела              |
| Берта Мос                 | Еухенија             |
| Серхио Басањез            | Габријел             |
| Абрахам Рамос             | Рамон                |
| Мигел Сарагоса            | Хасинто              |
| Рафаел Рохас              | Ригоберто            |
| Гиљермо Ривас             | свештеник Салвадор   |
| Патрисија Мартинес        | Матилде              |
| Карлос Лопез Естрада      | Педрито              |
| Ернесто Лагвардија        | Луис Торес           |
| Сусана Лосано             | Оливија              |
| Хосе Антонио Естрада      | Ћино                 |
| Хуан Голдарасена          | Дарио                |
| Хулио Монтерде            | др Кармона           |
| Хорхе Есма                | Ремихио              |